# Quatre-Bras
Quatre-Bras (dal francese, "quattro braccia") è un nome comune dato agli incroci tra vie in francese.
Più specificatamente il nome si riferisce all'incrocio tra le strade provenienti da Charleroi e da Bruxelles (attualmente denominate N5 e Nivelles-Namur, di poco a sud di Genappe in Vallonia, Belgio. Il 16 giugno 1815 appunto presso questo incrocio si tenne la Battaglia di Quatre Bras (parte della Campagna di Waterloo) che venne combattuta tra il Duca di Wellington ed i suoi alleati tedeschi e l'ala sinistra dell'esercito francese.
Questo stesso nome si riferisce anche ad altri incroci famosi come quello presente a Tervuren tra la Avenue de Tervueren e la R0. Quest'ultima viene solitamente denominata come Vier-Armenkruispunt (in olandese) o Quatre Bras de Tervuren, (in francese) ed è uno dei punti chiave del traffico attorno a Bruxelles.